# Tribhuvana Mahadevi III
Pour les articles homonymes, voir Mahadevi (homonymie).
 (juillet 2024).
La mise en forme du texte ne suit pas les recommandations de Wikipédia : il faut le « wikifier ».
Les points d'amélioration suivants sont les cas les plus fréquents. Le détail des points à revoir est peut-être précisé sur la page de discussion.
- Les titres sont pré-formatés par le logiciel. Ils ne sont ni en capitales, ni en gras.
- Le texte ne doit pas être écrit en capitales (les noms de famille non plus), ni en gras, ni en italique, ni en « petit »…
- Le gras n'est utilisé que pour surligner le titre de l'article dans l'introduction, une seule fois.
- L'italique est rarement utilisé : mots en langue étrangère, titres d'œuvres, noms de bateaux, etc.
- Les citations ne sont pas en italique mais en corps de texte normal. Elles sont entourées par des guillemets français : « et ».
- Les listes à puces sont à éviter, des paragraphes rédigés étant largement préférés. Les tableaux sont à réserver à la présentation de données structurées (résultats, etc.).
- Les appels de note de bas de page (petits chiffres en exposant, introduits par l'outil «  Source ») sont à placer entre la fin de phrase et le point final[comme ça].
- Les liens internes (vers d'autres articles de Wikipédia) sont à choisir avec parcimonie. Créez des liens vers des articles approfondissant le sujet. Les termes génériques sans rapport avec le sujet sont à éviter, ainsi que les répétitions de liens vers un même terme.
- Les liens externes sont à placer uniquement dans une section « Liens externes », à la fin de l'article. Ces liens sont à choisir avec parcimonie suivant les règles définies. Si un lien sert de source à l'article, son insertion dans le texte est à faire par les notes de bas de page.
- La présentation des références doit suivre les conventions bibliographiques. Il est recommandé d'utiliser les modèles {{Ouvrage}}, {{Chapitre}}, {{Article}}, {{Lien web}} et/ou {{Bibliographie}}. Le mode d'édition visuel peut mettre en forme automatiquement les références.
- Insérer une infobox (cadre d'informations à droite) n'est pas obligatoire pour parachever la mise en page.

Pour une aide détaillée, merci de consulter Aide:Wikification.
Si vous pensez que ces points ont été résolus, vous pouvez retirer ce bandeau et améliorer la mise en forme d'un autre article.
 (juillet 2024).
Tribhuvana Mahadevi III (décédée en 905), est la reine du royaume de Toshala de la dynastie indienne Bhauma-Kara  de 896-905.
Elle s'est mariée à Sivakara III. Son époux succède à son frère Subhakaradeva IV en 882. À sa mort en 890, la sœur veuve de son frère Tribhuvana Mahadevi II lui succède, elle est fortement soutenue par son père, un roi étranger.
En 896, les fonctionnaires de la cour l'assistent dans un coup d'État qui viseà destituer sa belle-sœur et à accéder au trône. Elle a pris des titres honorifiques tels que « Parama-bhattarika », « Maharajadhiraja » et « Paramesvari ». Elle est louée pour sa magnanimité, sa courtoisie, sa grâce, sa beauté et son courage.
Selon la Charte de Dhenkanal, elle accorde le village de Kontaspara à l'astrologue Bhatta Jagadhar dont le but de faire tomber la pluie et d'éviter la mort.
Les fils de son défunt époux, Shantikaradeva III et Subhakaradeva V, lui succèdent.

## Source
- (en) Cet article est partiellement ou en totalité issu de l’article de Wikipédia en anglais intitulé « Tribhuvana Mahadevi III » (voir la liste des auteurs).